# Fresnillo
För andra betydelser, se Fresnillo (olika betydelser).

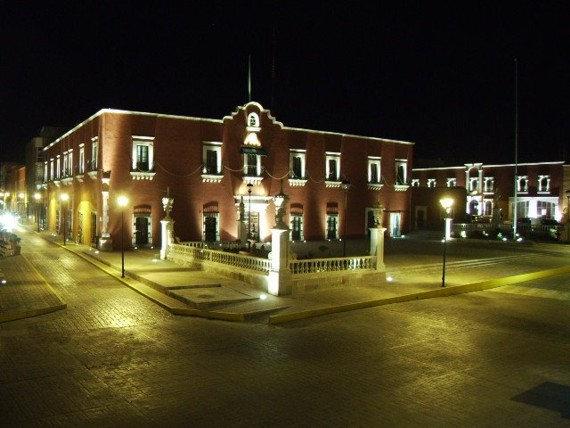
Kommunhuset i Fresnillo

Fresnillo är en stad i centrala Mexiko och är belägen i delstaten Zacatecas. Staden grundades år 1554 och är centrum i ett område rikt på silverfyndigheter. Fresnillo är delstatens näst största stad och har 114 529 invånare (2007), med totalt 203 201 invånare (2007) i hela kommunen på en yta av 4 947 km².